# Norbert Heinrich Holl

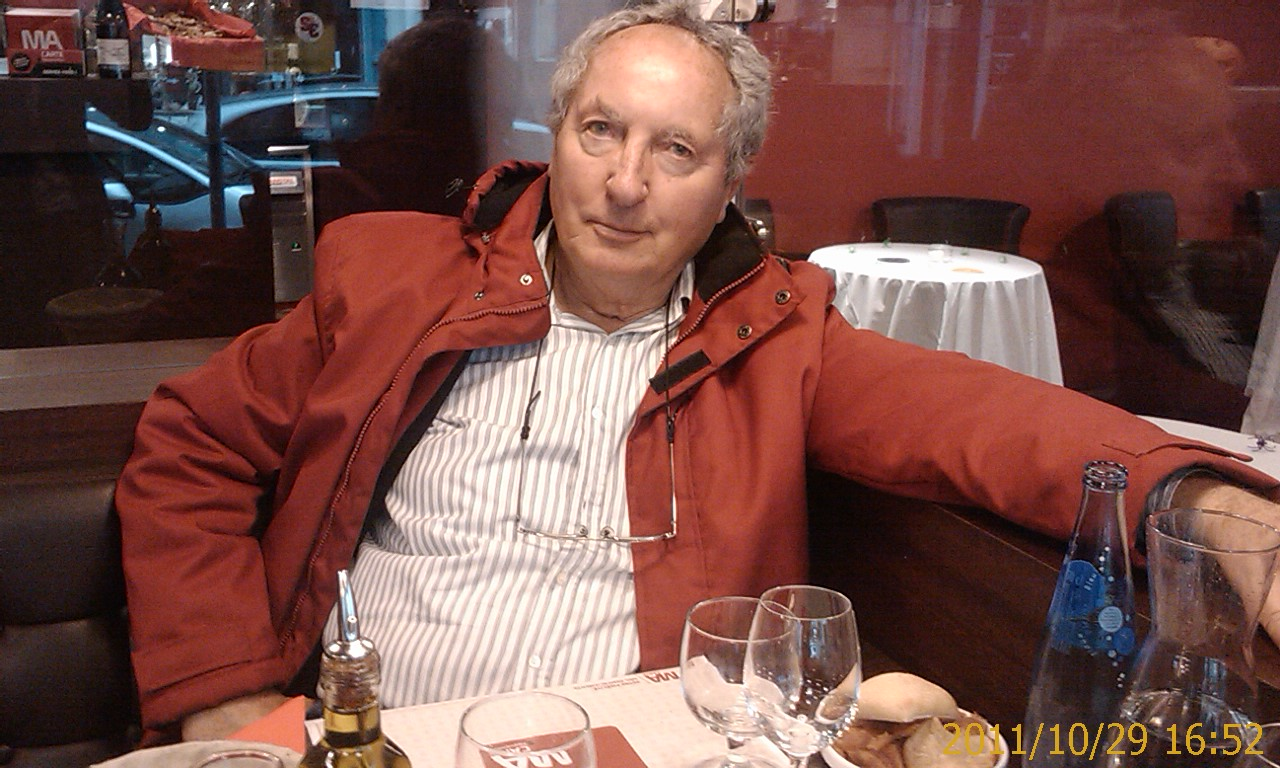
Norbert Heinrich Holl in Angers, 2011

Norbert Heinrich Holl (* 25. Januar 1936 in Gleuel) ist ein Schriftsteller und früherer deutscher Diplomat.

## Leben
Norbert Heinrich Holl ist in Köln aufgewachsen, ging während des Krieges auf eine Zwergschule in einem Hunsrückdorf, und besuchte ab 1946 das Altsprachliche Apostelgymnasium in Köln, wo er 1955 das Abitur ablegte. Er studierte 1955/56 Rechtswissenschaft an der Universität von Paris. 1960 promovierte er an der Universität zu Köln zum Dr. iur. und wurde 1963 Richter am Amtsgericht, anschließend am Landgericht Köln.
Nach Bestehen des Auswahlwettbewerbs des Auswärtigen Amts im November 1963 war Holl von März 1964 bis Januar 2001 im diplomatischen Dienst der Bundesrepublik Deutschland tätig. Er absolvierte Stationen an der Botschaft Athen (1964/5), am Generalkonsulat Houston (1966/69), ergriff 1972/3, auf eigenen Wunsch das Studium der arabischen Sprache am Middle East Center for Arabic Studies MECAS des britischen Außen- und Commonwealth Office FCO in Shemlan, Libanon, wurde an die Botschaft Kairo versetzt (1973/77), es folgten Tätigkeiten an der Botschaft Paris (1977/81), wo er wegen seines Beitrags zum damals noch jungen deutsch-französischen Airbus-Projekts zum ‚Chevalier de l’Ordre national du Mérite’ ernannt wurde. An der Botschaft Neu Delhi leitete er von 1985 bis 1990 die Wirtschaftsabteilung.
1996/97 wurde Holl zu den Vereinten Nationen abgeordnet, von UNO-Generalsekretär Boutros Boutros-Ghali zum Beigeordneten Generalsekretär der Vereinten Nationen (UN-Assistant Secretary-General) ernannt und als erster Deutscher mit der Leitung der UNO-Sondermission in Afghanistan (United Nations Special Mission to Afghanistan, UNSMA) betraut. In dieser Eigenschaft trug er mehrmals dem UNO-Sicherheitsrat in New York zur Lage in Afghanistan vor. In der Erkenntnis, dass noch so intensive Verhandlungen mit den Kriegsparteien, u. a. den Taliban und den Führern der Nordallianz, nicht zu einem dauerhaften Waffenstillstand im Bürgerkrieg führten, reichte Holl zum 31. Dezember 1997 UNO-Generalsekretär Kofi Annan seinen Rücktritt ein, blieb jedoch auch nach seinem Ausscheiden in korrespondierender Verbindung mit den Vereinten Nationen. Nach einem zweimonatigen Studienaufenthalt („Visiting Fellow“) an der Australian National University in Canberra (Politikwissenschaftliche Vorlesungen, Afghanistanvorträge, Arabischstudien) kehrte er 1998 zu seinem letzten Posten (Botschafter der Bundesrepublik Deutschland in Malaysia) in den Auswärtigen Dienst Deutschlands zurück.
Seit 2001 lebt Holl in der Bretagne und arbeitet als Schriftsteller. Nach Veröffentlichung eines politischen Sachbuchs über seine Arbeit in Afghanistan (2002) ist er belletristisch tätig.
Am 4. November 2022 wurde ihm für seinen Beitrag zur Erforschung und Wahrung alter Koran-Kalligraphien die Ehrendoktorwürde des Fachbereichs Philologie der Westfälischen Wilhelms-Universität Münster verliehen.

## Werke
- Mission Afghanistan, 2002, Herbig Verlag, München,
- Besichtigung eines Wals, Erzählungen, 2003, Edition Isele, Eggingen
- Von Leuten die bei Tisch lesen, Roman, 2008, Principal Verlag Münster
- Normans Geheimnis, Roman, 2010, Berlin University Press, Berlin/Köln
- Der Lehrsatz des La Bruyère, Roman, 2012, Berlin University Press, Berlin/Köln
- Bretonische Tage, Roman 2014, Berlin University Press, Berlin/Köln
- Das Rätsel der Wolkenschrift – Zumbroths Ausfahrt ins Morgenland, Roman 2016, Neuausgabe 2017, Independent, ISBN 978-1-9731-8652-6
- Dhanyavad, Roman 2017, BoD, ISBN 978-3-7431-3690-8
- Doppelfährte, Roman 2018, BoD, ISBN 978-3-7528-2063-8
- Du und die polnischen Briefe, Roman 2019, BoD, ISBN 978-3-7392-3109-9
- Die schöne Zena, Roman 2020, BoD, ISBN 978-3-7519-0003-4
- Der weiße Weg, Roman 2021, BoD, ISBN 978-3-7528-9693-0
- Das Quirlen des himmlischen Milchozeans, Roman 2022, BoD, ISBN 978-3-7534-9697-9
- Mario, mein Freund, Roman 2022, BoD, ISBN 978-3-7568-4459-3
- Johannes, der Ire, Roman 2023, BoD, ISBN 978-3-74601-769-3
- Melanie oder die Primzahl, Roman 2024, BoD, ISBN 978-3-75831-696-8
- Die goldenen Blätter, Roman 2025, BoD, ISBN 978-3-76938-889-3